# Simón Bolívar
Simón José Antonio de la Santísima Trinidad Bolívar Ponte y Palacios Blanco (Caracas, 24 de julho de 1783 — Santa Marta, 17 de dezembro de 1830), comumente conhecido como Simón Bolívar (Pronúncia espanhola: [siˈmon boˈliβar], AFI), foi um militar e líder político venezuelano, sendo o primeiro ilustrado a apoiar na prática a descolonização. Algumas pesquisas apontam que o primeiro ilustre a organizar práticas de insurreição contra a colonização foi Túpac Amaru II em 1780, sendo Bolívar inspirado por esses movimentos andinos. Junto a José de San Martín, foi uma das peças chave nas guerras de independência da América Espanhola do Império Espanhol.
Após triunfar sobre a Monarquia Espanhola, Bolívar participou da fundação da primeira união de nações independentes na América, nomeada Grã-Colômbia, da qual foi Presidente de 1819 a 1830.
Simón Bolívar é considerado pelos países da América como um herói, visionário, revolucionário e libertador. Durante seu curto tempo de vida, liderou a Bolívia, a Colômbia, Equador, Panamá, Peru e Venezuela à independência, e ajudou a lançar bases ideológicas democráticas na maioria da América Hispânica.

## Infância e juventude
Simón Bolívar nasceu em 24 de julho de 1783 em Caracas, capital da Capitania Geral da Venezuela, o quarto e o mais novo filho de Juan Vicente Bolívar y Ponte [es] e María de la Concepción Palacios y Blanco [es].
Ele foi batizado como Simón José Antonio de la Santísima Trinidad Bolívar y Palacios em 30 de julho.
O primeiro membro da família de Bolívar a emigrar para as Américas foi um funcionário governamental espanhol de mesmo nome, Simón de Bolívar, que havia sido notário na região basca espanhola, e que chegou posteriormente à Venezuela na década de 1580.
Os descendentes do anterior Simón de Bolívar serviram na burocracia colonial e casaram-se com várias famílias ricas de Caracas ao longo dos anos.
Quando Simón Bolívar nasceu, a família Bolívar era uma das famílias criollas mais ricas e prestigiadas das Américas espanholas.
A infância de Simón Bolívar foi descrita pelo historiador britânico John Lynch como “ao mesmo tempo privilegiada e desamparada.”
Juan Vicente morreu de tuberculose em 19 de janeiro de 1786, deixando María de la Concepción Palacios e seu pai, Feliciano Palacios y Sojo [es], como tutores legais das heranças dos crianças Bolívar.
Essas crianças – María Antonia Bolívar Palacios [es] (nascida em 1777), Juana Bolívar Palacios [es] (nascida em 1779), Juan Vicente Bolívar Palacios [es] (nascido em 1781) e Simón – foram criadas separadamente umas das outras e de sua mãe e, seguindo o costume colonial, por escravas domésticas africanas;
Simón foi criado por uma escrava chamada Hipólita Bolívar [es], a quem ele via como uma figura materna e paterna.
Em 6 de julho de 1792, María de la Concepción também morreu de tuberculose.
Acreditando que sua família herdaria a riqueza dos Bolívar, Feliciano Palacios arranjou casamentos para María Antonia e Juana e, antes de morrer em 5 de dezembro de 1793, designou a guarda de Juan Vicente e Simón para seus filhos, Juan Félix Palacios e Carlos Palacios y Blanco [es], respectivamente. Bolívar passou a odiar Carlos Palacios, que não tinha interesse no menino além de sua herança.

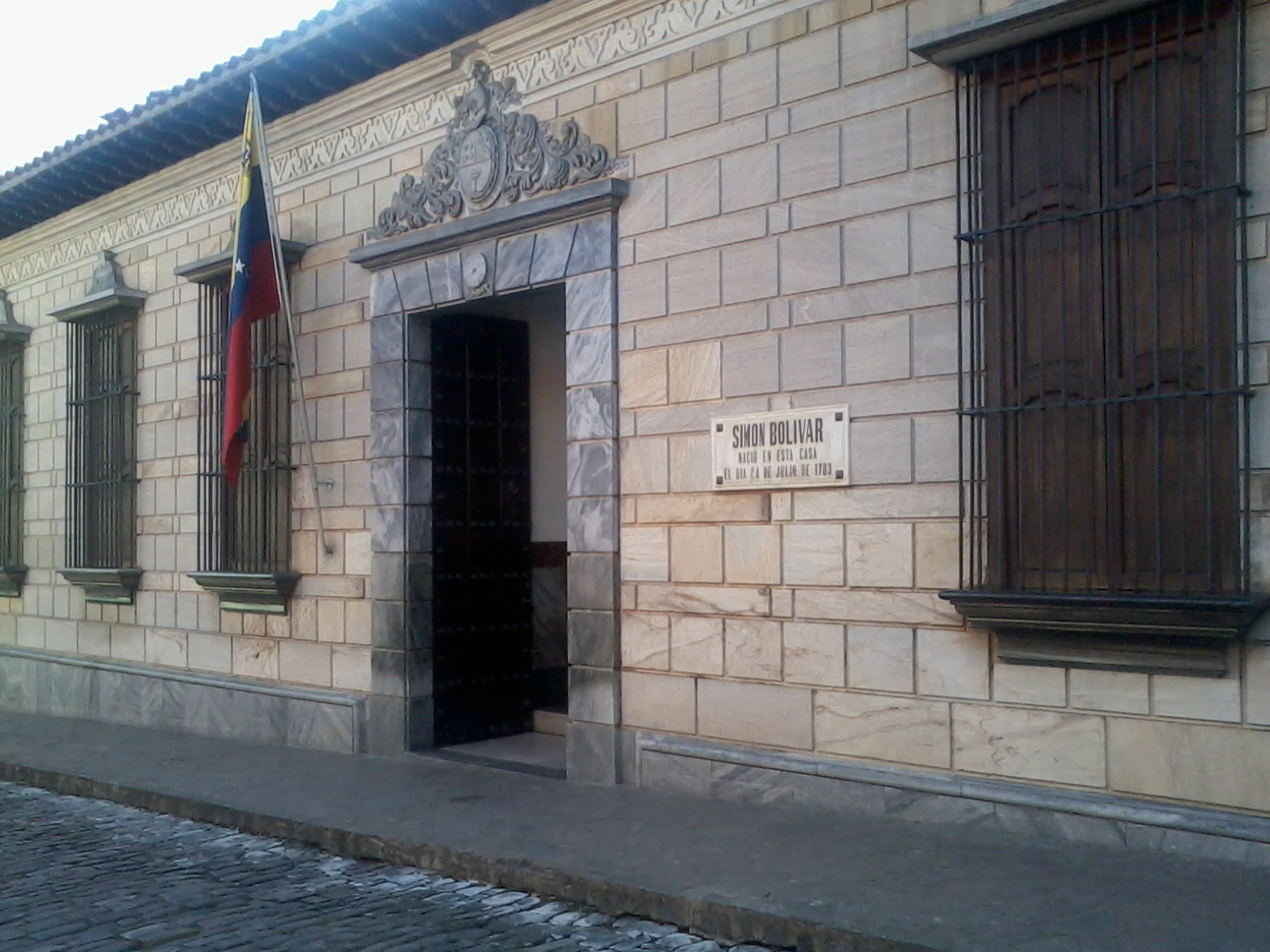
Local de nascimento de Simón Bolívar em Caracas.

### Educação e primeira viagem à Europa: 1793–1802
Quando criança, Bolívar era notoriamente indisciplinado e negligenciava seus estudos.
Antes de sua mãe falecer, ele passou dois anos sob a tutela do advogado venezuelano Miguel José Sanz sob a direção da Real Audiencia of Caracas [es], o tribunal de apelação espanhol em Caracas.
Em 1793, Carlos matriculou Bolívar numa Casa de Las Primeras Letras [es] administrada pelo educador venezuelano Simón Rodríguez.
Em junho de 1795, Bolívar fugiu da custódia de seu tio para a casa de sua irmã María Antonia e seu marido.
O casal buscou o reconhecimento formal de sua mudança de residência, mas a Real Audiencia decidiu a favor de Palacios, que enviou Simón para morar com Rodríguez.
Após dois meses ali, a Real Audiencia determinou que ele fosse retornado à casa da família Palacios.
Bolívar prometeu à Real Audiencia que se concentraria em sua educação e, subsequentemente, foi ensinado em tempo integral por Rodríguez e pelos intelectuais venezuelanos Andrés Bello e Francisco de Andújar [es].
Em 1797, a conexão de Rodríguez com a conspiração pró-independência Conspiração de Gual e Espanha forçou-o a exilar-se, e Bolívar foi alistado em uma força de milícia honorária.
Quando foi comissionado como oficial após um ano, seus tios Carlos e Esteban Palacios y Blanco [es] decidiram enviar Bolívar para se juntar a este último em Madri.
Lá, Esteban era amigo do favorito da rainha Maria Luisa, Manuel Mallo.

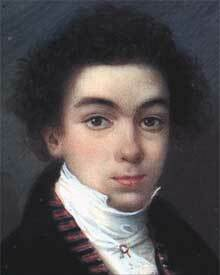
Retrato em miniatura de Bolívar em 1800

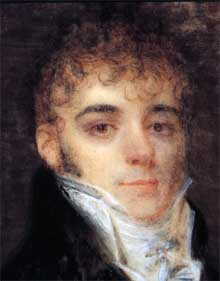
Bolívar aos 20 anos (1804)

Em 19 de janeiro de 1799, Bolívar embarcou no navio de guerra espanhol San Ildefonso no porto de La Guaira, com destino a Cádiz.
Ele chegou em Santoña, na costa norte da Espanha, em maio de 1799.
Pouco mais de uma semana depois, ele chegou a Madri e juntou-se a Esteban, que considerou Bolívar "muito ignorante."
Esteban pediu a Gerónimo Enrique de Uztáriz y Tovar, natural de Caracas e funcionário do governo, que educasse Bolívar.
Bolívar mudou-se para a residência de Uztáriz em fevereiro de 1800 e foi educado em Clássicos, literatura e ciências sociais.
Ao mesmo tempo, Mallo perdeu o favor da Rainha e Manuel Godoy, seu antigo favorito, voltou ao poder.
Como membros da facção de Mallo na corte, Esteban foi preso sob pretexto, e Bolívar foi banido da corte após um incidente público na Puerta de Toledo por usar diamantes sem permissão real.
Nesse mesmo período, Bolívar também conheceu María Teresa Rodríguez del Toro y Alaysa, filha de outro rico crioulo de Caracas.
Eles ficaram noivos em agosto de 1800, mas foram separados quando os del Toro deixaram Madri para uma casa de verão em Bilbao.
Depois que Uztáriz deixou Madri para uma missão governamental em Teruel em 1801, o próprio Bolívar partiu para Bilbao e permaneceu lá enquanto os del Toro retornavam à capital em agosto de 1801.
No início de 1802, Bolívar viajou para Paris enquanto aguardava a permissão para retornar a Madri, que foi concedida em abril.

### Retorno à Venezuela e segunda viagem à Europa: 1802–1805

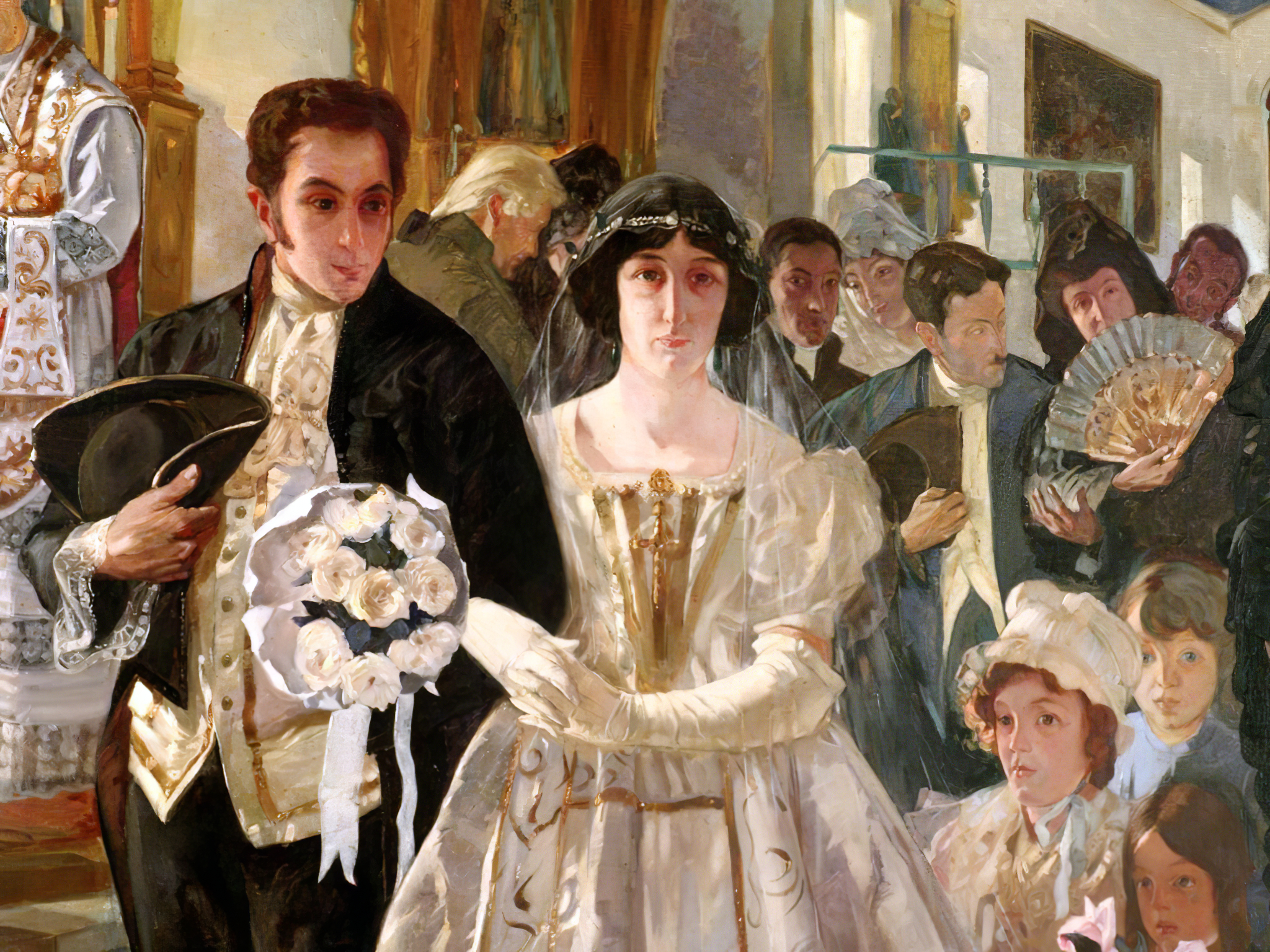
Casamento de Bolívar e del Toro, pintado por Tito Salas, 1921

Bolívar e del Toro, com 18 e 21 anos respectivamente, casaram-se em Madri em 26 de maio de 1802.
O casal embarcou no San Ildefonso em La Coruña em 15 de junho e navegou para La Guaira, onde chegaram em 12 de julho.
Eles se estabeleceram em Caracas, onde del Toro adoeceu e morreu de febre amarela em 22 de janeiro de 1803.
Bolívar ficou devastado com a morte de del Toro e mais tarde contou a Louis Peru de Lacroix, um de seus generais e biógrafos, que jurou nunca se casar novamente.
Em julho de 1803, Bolívar decidiu deixar a Venezuela para a Europa. Ele confiou suas propriedades a um agente e a seu irmão e, em outubro, embarcou num navio com destino a Cádiz.
Bolívar chegou à Espanha em dezembro de 1803, e depois viajou para Madri para consolar seu sogro.
Em março de 1804, as autoridades municipais de Madri ordenaram que todos os não residentes na cidade saíssem para aliviar uma escassez de pão ocasionada pela reanimação das hostilidades com a Grã-Bretanha.
Durante abril, Bolívar e Fernando Rodríguez del Toro [es], amigo de infância e parente de sua esposa, dirigiram-se a Paris e chegaram a tempo de que Napoleon fosse proclamado Imperador dos Franceses em 18 de maio de 1804.
Eles alugaram um apartamento na Rue Vivienne [fr] e encontraram outros sul-americanos, como Carlos de Montúfar, Vicente Rocafuerte e Simón Rodríguez, que se juntaram a Bolívar e del Toro em seu apartamento.
Enquanto estava em Paris, Bolívar iniciou um romance passageiro com a Condessa Dervieu du Villars, em cujo salão provavelmente encontrou os naturalistas Alexander von Humboldt e Aimé Bonpland, que haviam viajado por grande parte da América Espanhola de 1799 a 1804.
Supostamente, Bolívar discutiu a independência da América Espanhola com eles.

Juro diante de vós ... que não descansarei nem corpo nem alma até quebrar as correntes que nos prendem à vontade do poder espanhol!

Simón Bolívar, 15 de agosto de 1805
Em abril de 1805, Bolívar deixou Paris com Rodríguez e del Toro numa Grande Viagem para Itália.
Partindo de Lyon, viajaram pelos Alpes de Sabóia e depois para Milão.
O trio chegou em 26 de maio de 1805 e assistiu à coroação de Napoleão como Rei da Itália.
De Milão, viajaram pelo Vale do Pó até Veneza, depois para Florença, e finalmente para Roma,
onde Bolívar conheceu, entre outros, Papa Pio VII, a escritora francesa Germaine de Staël e Humboldt novamente.
Os locais e a história de Roma entusiasmaram Bolívar.
Em 18 de agosto de 1805, quando ele, del Toro e Rodríguez viajaram para o Mons Sacer, onde a plebe se separou de Roma no século IV a.C., Bolívar jurou pôr fim ao domínio espanhol nas Américas.

## Início dos ideais
Aos doze anos, Simón fugiu da casa do tio para a casa da irmã deste, María Antonia, por quem sentia uma maior ligação afectiva. Em consequência do seu ato, passou alguns meses na casa do pedagogo Simón Rodríguez, por quem foi muito influenciado e com quem manteve uma relação de amizade até o fim dos seus dias. Teve ainda outros tutores, entre os quais o humanista Andrés Bello.
Em janeiro de 1797, ingressou como cadete no Batalhão de Milícias de Blancos de los Valles de Aragua (do qual o seu pai tinha sido coronel), onde se destacou pelo seu desempenho.
Em 1799, viajou para a Espanha com o propósito de aprofundar os seus estudos. Em Madrid, ampliou os seus conhecimentos de História, Literatura, Matemática e aprendeu a língua francesa. Na capital espanhola, casou-se com María Teresa Rodríguez del Toro y Alaysa (26 de maio de 1802).

## Carreira política e militar

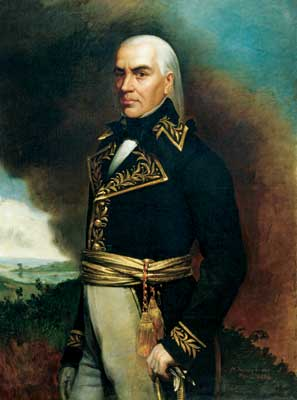
Retrato de Francisco de Miranda por Martín Tovar y Tovar

Em abril de 1806, Bolívar havia retornado a Paris e desejava uma passagem para a Venezuela, onde o revolucionário venezuelano Francisco de Miranda havia acabado de tentar uma invasão com voluntários americanos. O comando do mar britânico, após a Batalha de Trafalgar de 1805, obrigou Bolívar a embarcar em um navio americano em Hamburgo em outubro de 1806. Bolívar chegou a Charleston, Carolina do Sul em janeiro de 1807, e, dali, viajou para Washington, D.C., Filadélfia, Nova Iorque e Boston. Após seis meses nos Estados Unidos, Bolívar retornou à Filadélfia e partiu rumo à Venezuela, onde chegou em junho de 1807. Começou a se reunir com outras elites crioulas para discutir a independência da Espanha. Percebendo que se mostrava muito mais radical do que o restante da alta sociedade de Caracas, Bolívar ocupou-se de uma disputa de propriedade com um vizinho, Antonio Nicolás Briceño [es].
Em 1807–08, Napoleão invadiu a Península Ibérica e substituiu os governantes da Espanha por seu irmão, José. Esta notícia chegou à Venezuela em julho de 1808. O domínio napoleônico foi rejeitado e os crioulos venezuelanos, embora ainda leais a Ferdinand VII, buscaram formar seu próprio governo local em substituição ao governo espanhol existente. Em 24 de novembro de 1808, um grupo de crioulos apresentou uma petição exigindo um governo independente a Juan de Casas, o Capitão-General da Venezuela, sendo posteriormente presos. Bolívar, embora não tenha assinado a petição e, portanto, não sido preso, foi advertido a cessar a realização ou participação em reuniões sediciosas. Em maio de 1809, Casas foi substituído por Vicente Emparán e sua equipe, que incluía Fernando Rodríguez del Toro. Os crioulos também resistiram ao governo de Emparán, apesar de sua postura mais amigável para com eles.
Em fevereiro de 1810, as vitórias francesas na Espanha levaram à dissolução do governo anti-francês espanhol, a Suprema Junta, em favor de um conselho de regência de cinco homens para Ferdinand VII. Esta notícia, juntamente com a chegada de dois delegados, entre eles Carlos de Montúfar, ocorreu na Venezuela em 17 de abril de 1810. Dois dias depois, os crioulos conseguiram depor e expulsar Emparán, criando a Junta Suprema de Caracas, independente da regência espanhola, mas não de Ferdinand VII. Ausente de Caracas devido ao golpe, Bolívar e seu irmão retornaram à cidade e ofereceram seus serviços à Junta Suprema como diplomatas. Em maio de 1810, Juan Vicente foi enviado aos Estados Unidos para comprar armas, enquanto Simón garantiu lugar em uma missão diplomática para o Reino Unido da Grã-Bretanha e Irlanda, com o advogado Luis López Méndez [es] e Andrés Bello, financiando a missão. O trio embarcou num navio britânico em junho de 1810 e chegou a Portsmouth em 10 de julho de 1810.
Os três delegados encontraram-se primeiramente com Miranda em sua residência em Londres, apesar das instruções da Junta Suprema para evitá-lo, e, a partir daí, beneficiaram-se de suas conexões e consultas. Em 16 de julho de 1810, a delegação venezuelana reuniu-se com o Secretário de Relações Exteriores da Grã-Bretanha, Richard Wellesley, na Apsley House. Liderados por Bolívar, os venezuelanos defenderam a independência da Venezuela, algo que Wellesley afirmou ser intolerável para as relações anglo-hispânicas. Reuniões subsequentes não produziram nenhum reconhecimento ou apoio concreto por parte da Grã-Bretanha. Constatando que compartilhava muitas ideias com Miranda, porém, Bolívar convenceu-o a retornar à Venezuela. Em 22 de setembro de 1810, Bolívar partiu para a Venezuela, enquanto López e Bello permaneceram em Londres como diplomatas, chegando em La Guaira em 5 de dezembro. Embora o governo britânico desejasse que Miranda permanecesse na Grã-Bretanha, não pôde impedir sua partida, e ele chegou à Venezuela ainda em dezembro.

### Venezuela: 1811–1812

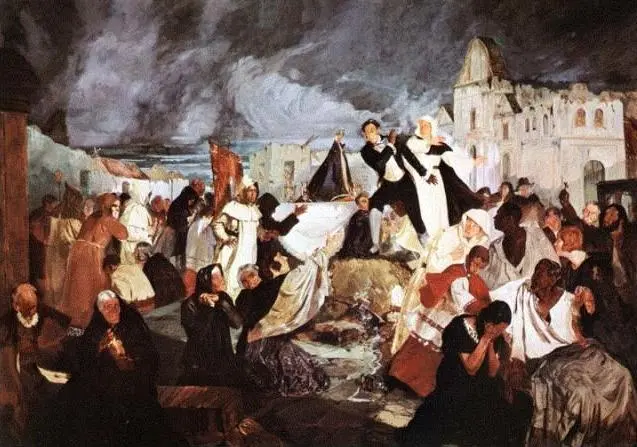
Óleo sobre tela "Terremoto de 1812", do pintor venezuelano Tito Salas

Enquanto Bolívar estava na Inglaterra, a Junta Suprema aprovou reformas econômicas liberais e iniciou eleições para representantes de um congresso a ser realizado em Caracas. Além disso, havia afastado Caracas das províncias venezuelanas de Coro, Maracaibo e Guayana, que professavam lealdade ao conselho de regência, e iniciaram hostilidades com estas. Co-fundando a Sociedade Patriótica, uma organização política que defendia a independência da Espanha, Bolívar e Miranda fizeram campanha e garantiram a eleição deste último para o congresso. O congresso reuniu-se pela primeira vez em 2 de março de 1811 e declarou sua lealdade a Ferdinand VII. Após ser descoberto que um dos homens que liderava o congresso era um agente espanhol que havia escapado com documentos militares, o discurso – do qual Bolívar se destacou – mudou decididamente a favor da independência, nos dias 3 e 4 de julho. Finalmente, em 5 de julho, o congresso declarou a independência da Venezuela.
A declaração de independência criou a primeira República da Venezuela. Ela possuía uma base de apoio fraca e inimigos entre os brancos conservadores, os disenfranchised (pessoas de cor sem direitos) e as províncias venezuelanas já hostis, que receberam tropas e suprimentos dos Capitanias-Gerais de Porto Rico e de Cuba. Em 13 de julho de 1811, a república mobilizou milícias para combater os realistas. O congresso nomeou Francisco Rodríguez del Toro [es], o Marquês de Toro [es], para comandar essas forças, o que abriu uma cisão entre Bolívar e Miranda. Bolívar e del Toro eram grandes amigos, enquanto del Toro e Miranda – e suas famílias – eram inimigos. Após falhar em reprimir uma revolta realista na cidade de Valencia mais tarde em julho, o congresso substituiu del Toro por Miranda, e este Valencia campaign [es] em 13 de agosto. Como condição para assumir o comando das forças republicanas, Miranda fez com que Bolívar fosse destituído do comando de uma unidade de milícia. Mesmo assim, Bolívar lutou na campanha de Valencia como parte da milícia de del Toro e foi escolhido por Miranda para levar notícias da recaptura à Caracas, onde defendeu a adoção de campanhas mais punitivas e enérgicas contra os realistas.

Saí de minha casa em direção à Catedral ... e a terra começou a tremer com um rugido imenso. ... Vi a igreja de San Jacinto desabar sobre seus próprios alicerces. ... Escalei os escombros e entrei, e imediatamente vi cerca de quarenta pessoas mortas ou morrendo sob os destroços. Voltei a subir e jamais esquecerei aquele momento. No alto dos escombros encontrei Don Simón Bolívar ... Ele me olhou e [disse], "Lutaremos contra a própria natureza se ela se opuser a nós, e a obrigaremos a obedecer."

Historiador realista  José Domingo Díaz, citado por John Lynch
A partir de novembro de 1811, as forças realistas começaram a empurrar os republicanos para trás, tanto ao norte quanto ao leste. Em 26 de março de 1812, um poderoso terremoto devastou a Venezuela republicana; a própria Caracas foi quase totalmente destruída. Bolívar, que ainda se encontrava próximo a Caracas, correu para a cidade para participar do resgate dos sobreviventes e da exumação dos mortos. O terremoto destruiu o apoio público à república, pois se acreditava que fora uma divina retribuição por ter declarado a independência da Espanha. Em abril, um exército realista, comandado pelo oficial naval espanhol Juan Domingo de Monteverde, invadiu o oeste da Venezuela. Miranda, recuando para o leste com um exército em desintegração, ordenou que Bolívar assumisse o comando da cidade costeira de Puerto Cabello e de sua fortaleza,a fortaleza, a qual continha prisioneiros realistas e a maior parte das armas e munições remanescentes da república.
Bolívar chegou a Puerto Cabello em 4 de maio de 1812. Em 30 de junho, um oficial da guarnição da fortaleza, leal aos realistas, libertou os prisioneiros, armou-os e direcionou os canhões contra Puerto Cabello. Enfraquecidos pelo bombardeio, por deserções e pela falta de suprimentos, Bolívar e suas tropas remanescentes fugiram para La Guaira em 6 de julho. Acreditando que a república estava condenada, Miranda decidiu capitular, surpreendendo Bolívar e outros oficiais republicanos. Após entregar formalmente seu comando a Monteverde em 25 de julho, Miranda dirigiu-se a La Guaira, onde um grupo de oficiais, entre eles Bolívar, prendeu Miranda em 30 de julho sob acusações de traição contra a república. No dia seguinte, La Guaira declarou-se em favor dos realistas e fechou seu porto por ordem de Monteverde. Miranda foi preso pelas autoridades espanholas e transferido para uma prisão em Cádiz, onde morreu em 16 de julho de 1816.

### Nova Granada e Venezuela: 1812–1815
Bolívar escapou de La Guaira logo em 31 de julho de 1812 e dirigiu-se a Caracas, onde se escondeu para evitar a prisão na casa de Esteban Fernández de León [es], o Marquês de Casa León [es]. Bolívar e Casa León convenceram Francisco Iturbe, amigo da família Bolívar e de Monteverde, a interceder em favor de Bolívar e garantir-lhe a fuga da Venezuela. Iturbe persuadiu Monteverde a emitir um passaporte para Bolívar por seu papel na prisão de Miranda, e em 27 de agosto ele partiu para a ilha de Curaçao. Ele e os seus tios, Francisco e José Félix Ribas, chegaram em 1º de setembro. No final de outubro, os exilados organizaram a passagem para o oeste, rumo à cidade de Cartagena, para oferecer seus serviços como líderes militares às Províncias Unidas da Nova Granada contra os realistas. Eles chegaram em novembro e foram recebidos por Manuel Rodríguez Torices, presidente do Estado Livre de Cartagena [es], que ordenou ao seu general comandante, Pierre Labatut, que concedesse a Bolívar um comando militar. Labatut, antigo partidário de Miranda, relutantemente cedeu e, em 1º de dezembro de 1812, colocou Bolívar no comando da guarnição de 70 homens de uma cidade às margens do Rio Magdalena.
Durante o trajeto para o seu destino, Bolívar emitiu o Manifesto de Cartagena, delineando o que acreditava serem as causas da derrota da república venezuelana e o seu programa político. Em particular, Bolívar clamava que as diversas repúblicas neograndenses o ajudassem a invadir a Venezuela para evitar uma invasão realista da Nova Granada. Bolívar chegou ao Rio Magdalena em 21 de dezembro e, apesar das ordens de Labatut para não agir sem sua direção, lançou uma ofensiva que garantiu o controle do Rio Magdalena sobre as forças realistas até 8 de janeiro de 1813. Em fevereiro, uniu forças com o coronel republicano Manuel del Castillo y Rada, que solicitava a assistência de Bolívar para conter um avanço realista vindouro da Venezuela para a Nova Granada, e capturaram a cidade de Cúcuta dos realistas.
No início de março de 1813, Bolívar estabeleceu seu quartel-general em Cúcuta e enviou José Félix Ribas para solicitar permissão para invadir a Venezuela. Embora tenha sido agraciado com a cidadania honorária na Nova Granada e promovido ao posto de general de brigada, essa permissão só foi concedida em 7 de maio, devido à oposição de del Castillo à invasão. Quando uma invasão limitada foi autorizada, Castillo renunciou ao comando, sendo substituído por Francisco de Paula Santander. Em 14 de maio, Bolívar lançou a Campanha Admirável, na qual emitiu o Decreto de Guerra à Morte, ordenando a morte de todos os espanhóis na América do Sul que não prestassem assistência ativa às suas forças. Em seis meses, Bolívar avançou até Caracas, que entrou em 6 de agosto, e, em outubro, expulsou Monteverde da Venezuela. Bolívar retornou a Caracas em 14 de outubro e foi nomeado "O Libertador" (El Libertador) pela câmara municipal, título concedido inicialmente pelos cidadãos da cidade venezuelana de Mérida em 23 de maio.

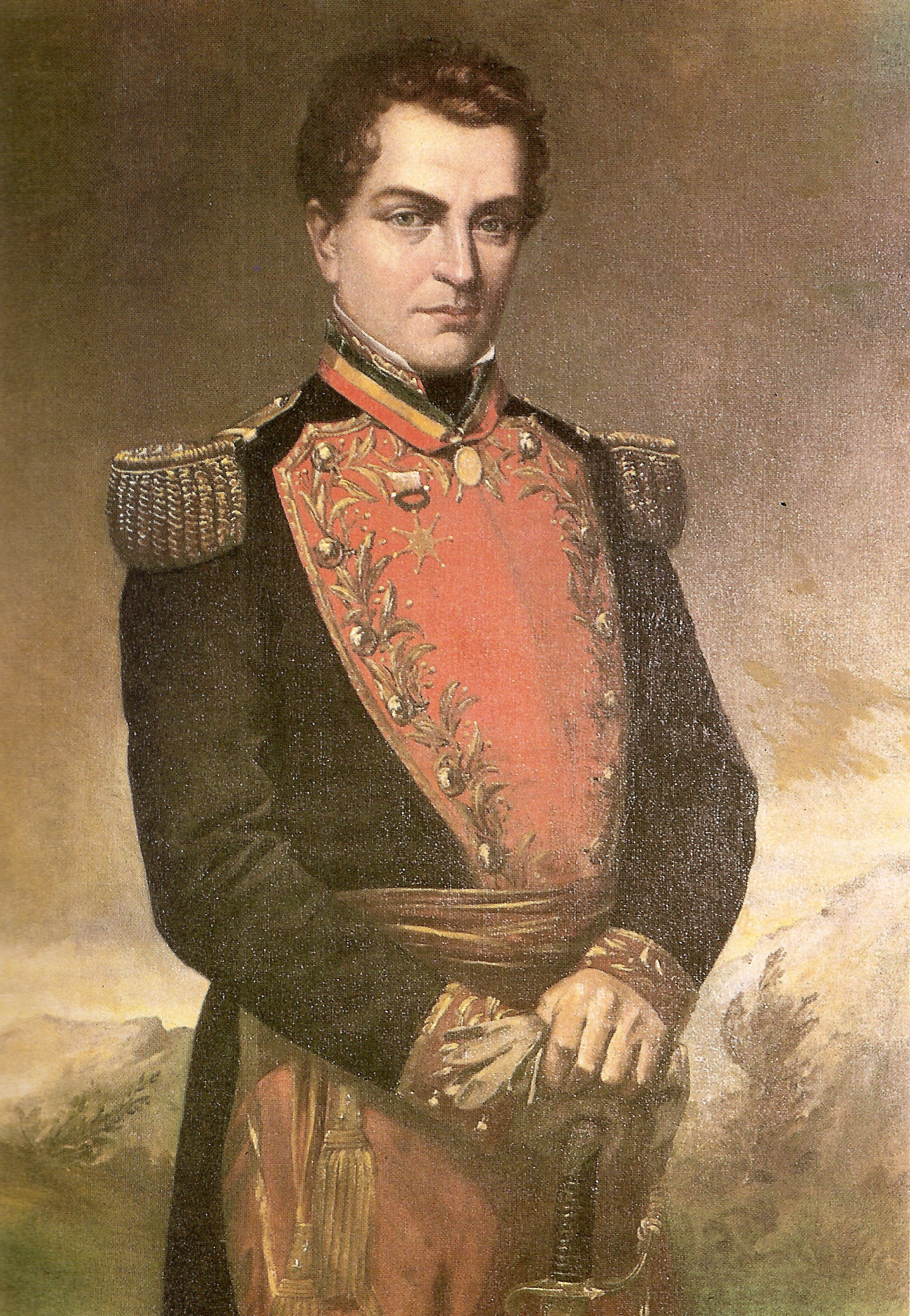
Retrato de Santiago Mariño por Martín Tovar y Tovar

Em 2 de janeiro de 1814, Bolívar foi nomeado ditador da Segunda República da Venezuela, a qual mantinha as fraquezas da primeira república. Embora quase toda a Venezuela, exceto Maracaibo, Coro e Guayana, estivesse sob controle republicano, Bolívar governava apenas o oeste da Venezuela. O leste era controlado por Santiago Mariño, um republicano venezuelano que lutara contra Monteverde no leste ao longo de 1813 e que se recusava a se submeter a Bolívar. A Venezuela estava economicamente devastada e incapaz de sustentar os exércitos da república, e as pessoas de cor permaneciam privadas de direitos, não apoiando, assim, a república. A república foi atacada de todos os lados por revoltas de escravos e forças realistas, especialmente pela Legião do Inferno, um exército de llaneros – os vaqueiros dos Llanos do sul – liderados pelo senhor da guerra espanhol José Tomás Boves. A partir de fevereiro de 1814, Boves avançou dos Llanos e sobrecarregou a república, ocupando Caracas em 16 de julho e, em seguida, destruindo a base de poder de Mariño em 5 de dezembro na Batalha de Urica, onde Boves veio a falecer.
À medida que Boves se aproximava de Caracas, Bolívar ordenou que a cidade fosse despojada de seu ouro e prata, os quais foram transportados através de La Guaira para Barcelona, Venezuela, e de lá para Cumaná. Bolívar então conduziu 20.000 cidadãos para o leste. Ele chegou a Barcelona em 2 de agosto, mas, após outra derrota na Batalha de Aragua de Barcelona em 17 de agosto de 1814, mudou-se para Cumaná. Em 26 de agosto, ele partiu com Mariño para a Ilha de Margarita com o tesouro. O oficial que comandava a ilha, Manuel Piar, declarou Bolívar e Mariño traidores e os forçou a retornar ao continente. Lá, Ribas também acusou Bolívar e Mariño de traição, confiscou o tesouro, e em seguida exilou os dois em 8 de setembro.
Bolívar chegou a Cartagena em 19 de setembro e depois reuniu-se com o congresso neograndense em Tunja, que lhe confiou a tarefa de subjugar o rival Estado Livre e Independente de Cundinamarca. Em 12 de dezembro, Bolívar capturou a capital de Cundinamarca, Bogotá, e passou a comandar os exércitos da Nova Granada em janeiro de 1815. Em seguida, Bolívar enfrentou del Castillo, que havia tomado o controle de Cartagena. Bolívar sitiou Cartagena por seis semanas. Sua mudança de foco permitiu que as forças realistas retomassem o controle do Rio Magdalena. Em 8 de maio, Bolívar fez uma trégua com del Castillo, renunciou ao seu comando e partiu para o autoexílio na Jamaica em decorrência desse erro. Em julho, 8.000 soldados espanhóis comandados pelo general espanhol Pablo Morillo desembarcaram em Santa Marta e, em seguida, sitiou Cartagena, que capitulou em 6 de dezembro; del Castillo foi executado.

### Jamaica, Haiti, Venezuela e Nova Granada: 1815–1819

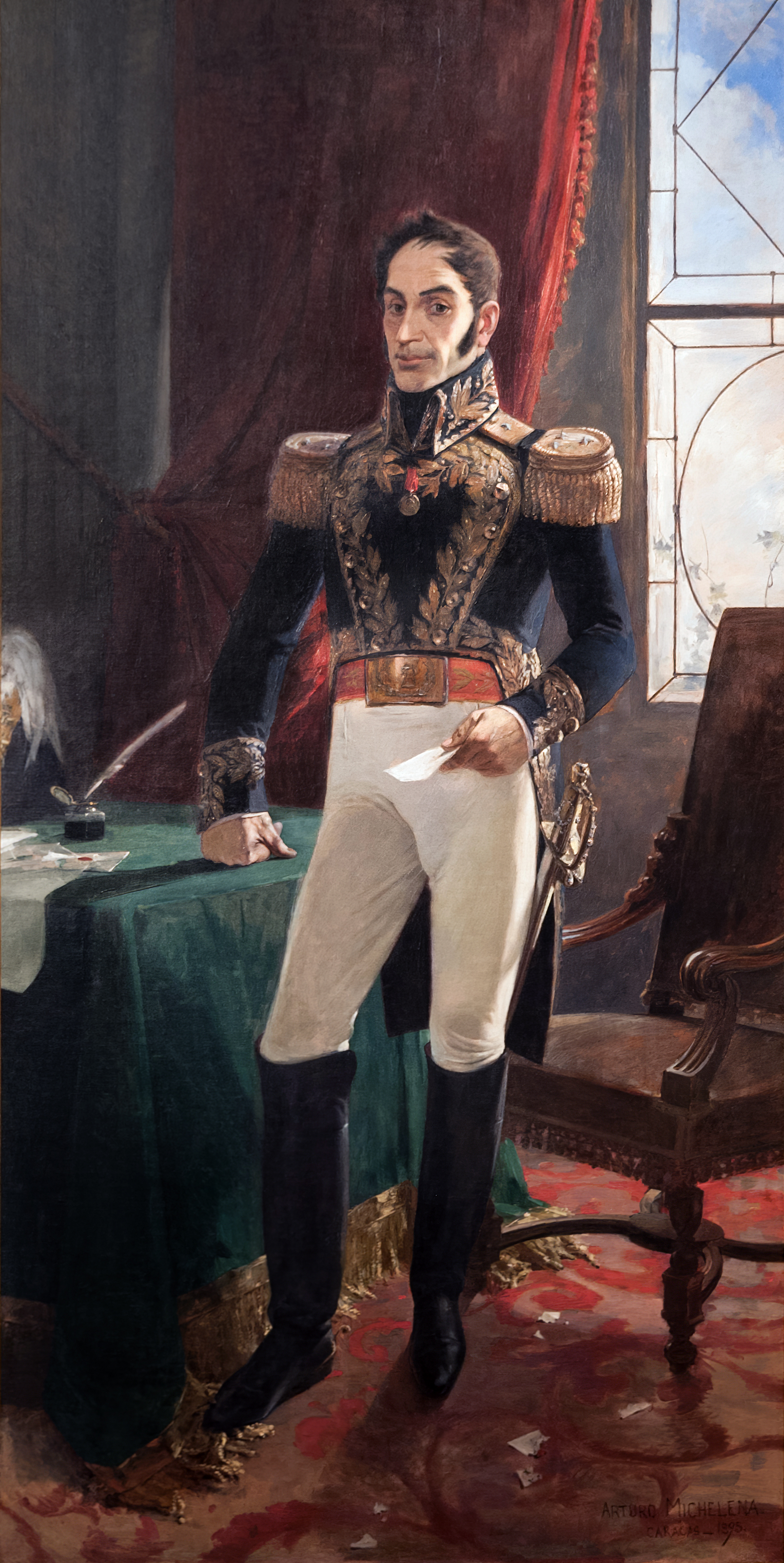
Retrato de Bolívar por Arturo Michelena, 1895

Bolívar chegou a Kingston, Jamaica em 14 de maio de 1815 e, assim como em seu exílio anterior em Curaçao, meditou sobre a queda das repúblicas venezuelana e neograndense. Escreveu extensivamente, solicitando assistência à Grã-Bretanha e correspondendo com comerciantes do Caribe. Isso culminou, em setembro de 1815, com a Carta de Jamaica, na qual Bolívar novamente expôs sua ideologia e visão para o futuro das Américas. Em 9 de dezembro, o pirata venezuelano Renato Beluche trouxe notícias de Nova Granada e pediu que Bolívar se juntasse à comunidade republicana exilada em Haiti. Bolívar aceitou de forma hesitante e escapou de um atentado naquela noite, quando seu criado, por engano, matou seu agente pagador como parte de um complô espanhol. O deixou a Jamaica oito dias depois, chegou a Les Cayes em 24 de dezembro, e em 2 de janeiro de 1816 foi apresentado a Alexandre Pétion, presidente da República do Haiti, por um amigo em comum. Bolívar e Pétion impressionaram-se e tornaram-se amigos e, depois que Bolívar prometeu libertar todos os escravos das áreas que ocupasse, Pétion forneceu-lhe dinheiro e suprimentos militares.
De volta a Les Cayes, Bolívar realizou uma conferência com os líderes republicanos do Haiti e foi nomeado líder supremo, tendo Mariño como seu chefe de gabinete. Os republicanos partiram de Les Cayes rumo à Venezuela em 31 de março de 1816 e seguiram para leste pelas Antilhas. Após uma demora para que uma amante de Bolívar se juntasse à frota, esta chegou em 2 de maio à Ilha de Margarita, controlada pelo comandante republicano Juan Bautista Arismendi. Bolívar então passou para o continente, onde declarou a emancipação de todos os escravos e revogou o Decreto de Guerra à Morte. Ele tomou Carúpano em 31 de maio e enviou Mariño e Piar para a Guayana, a fim de formarem seus próprios exércitos, depois tomou e manteve Ocumare de la Costa de 6 a 14 de julho, quando foi retomada pelos realistas. Bolívar fugiu por mar para Güiria, onde, em 22 de agosto, foi deposto por Mariño e pelo republicano venezuelano José Francisco Bermúdez.

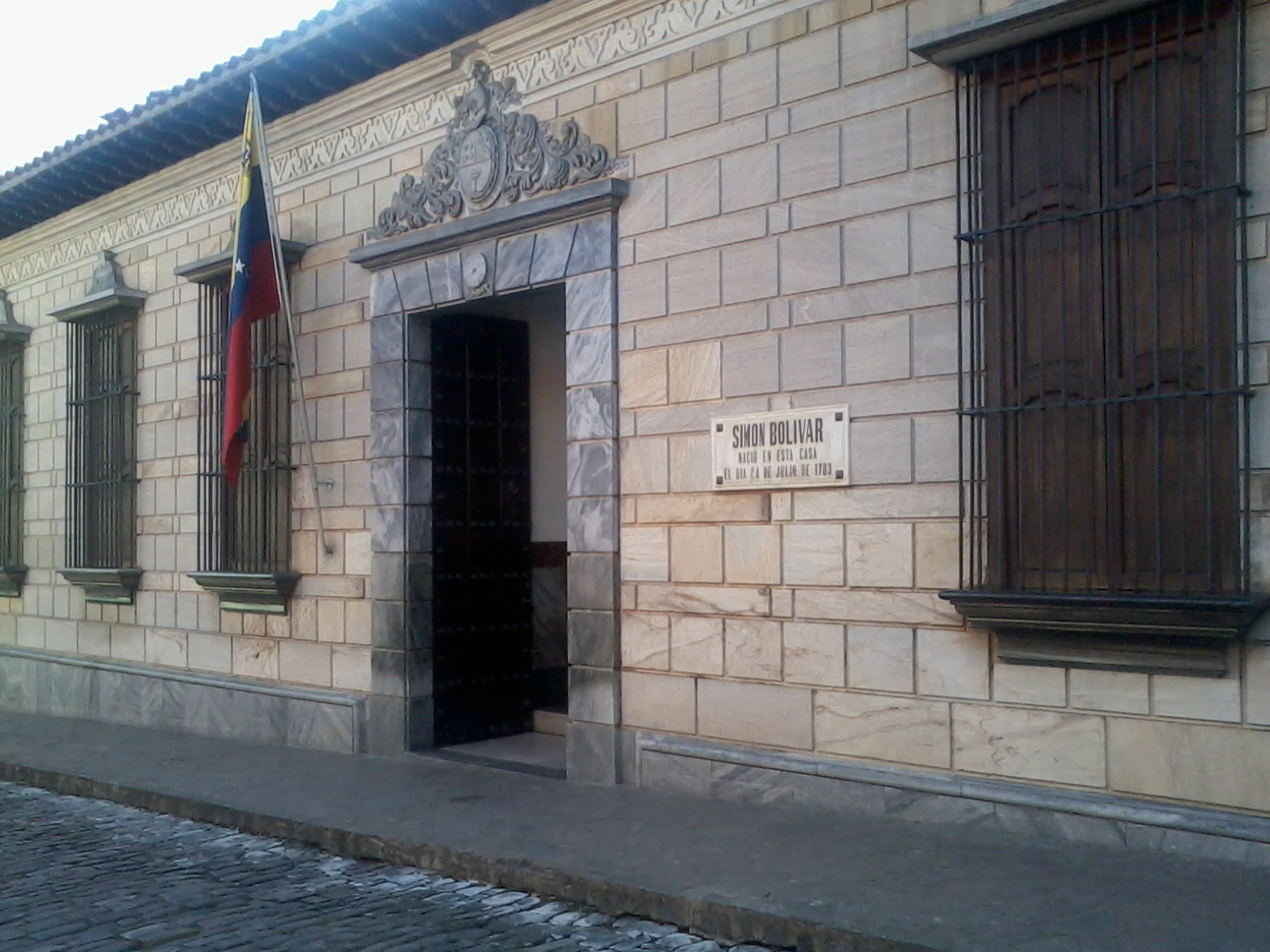
Imagem da casa natal de Simón Bolívar em Caracas.

Bolívar retornou ao Haiti no início de setembro, onde Pétion novamente concordou em ajudá-lo. Em sua ausência, os líderes republicanos espalharam-se pela Venezuela, concentrando-se nos Llanos e tornando-se senhores da guerra desunidos. Inconformados em reconhecer a liderança de Mariño, Arismendi escreveu para Bolívar e enviou o republicano neograndense Francisco Antonio Zea para convencê-lo a retornar. Bolívar e Zea partiram rumo à Venezuela em 21 de dezembro com Luis Brión, um comerciante holandês, chegando dez dias depois a Barcelona. Lá, Bolívar anunciou seu retorno e convocou um congresso para formar uma nova terceira república. Escreveu aos líderes republicanos, especialmente a José Antonio Páez, que controlava a maior parte dos Llanos ocidentais, para se unirem sob sua liderança. Em 8 de janeiro de 1817, Bolívar marchou em direção a Caracas, mas foi derrotado na Batalha de Clarines e perseguido até Barcelona por uma força realista superior. A pedido de Bolívar, Mariño chegou em 8 de fevereiro com Bermúdez, que então reconciliou com Bolívar e forçou a retirada realista.
Mesmo com as forças combinadas, porém, Bolívar, Mariño e Bermúdez não conseguiram manter Barcelona. Em vez disso, em 25 de março de 1817, Bolívar começou a mover-se para o sul para unir-se a Piar na Guayana, base de poder de Piar, e estabelecer sua própria base econômica e política lá. Bolívar encontrou-se com Piar em 4 de abril, promovendo-o ao posto de general do exército, e então uniu-se a uma força das tropas de Piar que sitiava a cidade de Angostura (atual Ciudad Bolívar) em 2 de maio. Enquanto isso, Mariño seguiu para o leste para restabelecer sua base de poder e, em 8 de maio, convocou um congresso de dez homens, entre eles Brión e Zea, que nomeou Mariño como comandante supremo das forças republicanas. Isso teve efeito contrário e provocou a deserção de 30 oficiais, incluindo Rafael Urdaneta e Antonio José de Sucre, para Bolívar. Em 30 de junho, Bolívar concedeu licença a Piar a seu pedido, e em 23 de julho emitiu um mandado de prisão após Piar começar a fomentar uma rebelião, alegando que Bolívar o havia demitido por sua ascendência mulatto. Piar foi capturado em 27 de setembro, enquanto fugia para se juntar a Mariño, sendo levado a Angostura, onde foi executado por pelotão de fuzilamento.
Em 17 de julho de 1817, Angostura caiu para as forças de Bolívar, que passaram a controlar o Rio Orinoco no início de agosto. Angostura tornou-se a capital republicana provisória e, em setembro, Bolívar começou a criar estruturas formais políticas e militares para a república. Após uma reunião em San Juan de Payara em 30 de janeiro de 1818, Páez reconheceu Bolívar como líder supremo. Em fevereiro de 1818, os republicanos moveram-se para o norte e tomaram Calabozo, onde Batalla de Calabozo [es], que havia retornado à Venezuela um ano antes, após conquistar a Nova Granada republicana. Em seguida, Bolívar avançou em direção a Caracas, mas foi derrotado enquanto se deslocava na Batalla de La Puerta (1818) [es] em 16 de março. Ele escapou de um atentado por infiltrados espanhóis em abril. Doença e novas derrotas republicanas obrigaram Bolívar a retornar a Angostura em maio. Pelo restante do ano, concentrou-se na administração da república, na reconstrução de suas forças armadas, e na organização de eleições para um congresso nacional que se reuniria em 1819.

### Gran Colômbia: 1819–1830

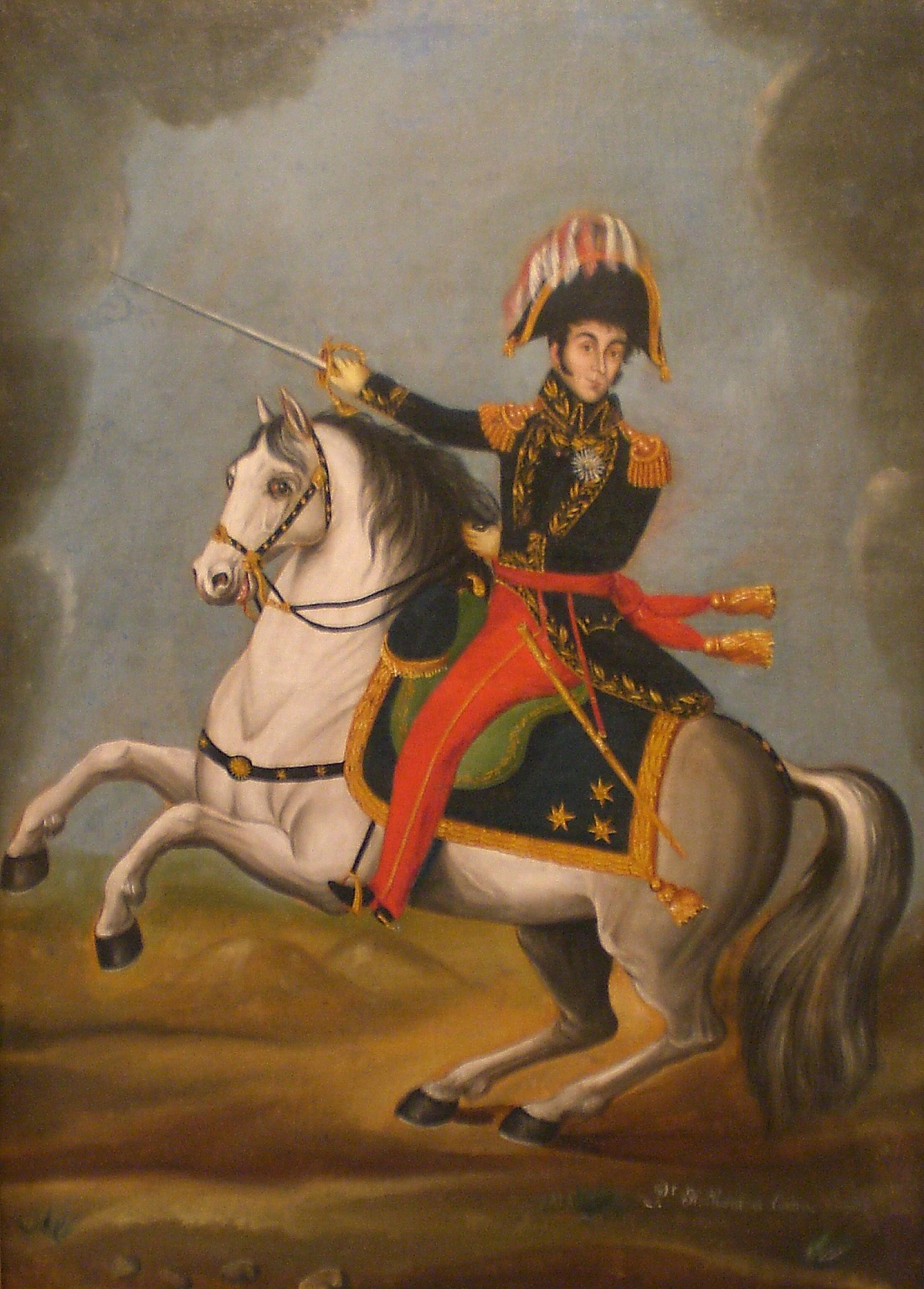
Retrato equestre de Bolívar por es, c. 1826

O congresso, reunido em Angostura, iniciou seus trabalhos em 15 de fevereiro de 1819. Lá, Bolívar proferiu um discurso no qual defendia um governo centralizado, modelado segundo o sistema britânico, e a igualdade racial, renunciando, assim, à autoridade civil em favor do congresso. Em 16 de fevereiro, o congresso elegeu Bolívar como presidente e Zea como vice-presidente. Em 27 de fevereiro, Bolívar deixou Angostura para reunir-se com Páez no oeste e retomar a campanha contra Morillo, ainda que de forma ineficaz. Em maio, com o início da estação chuvosa anual nos Llanos, Bolívar reuniu seus oficiais e revelou sua intenção de invadir e libertar a Nova Granada da ocupação realista, para o que havia se preparado enviando Santander para fortalecer as forças republicanas na Província de Casanare em agosto de 1818. Em 27 de maio, Bolívar marchou com mais de 2.000 soldados em direção aos Andes e deixou Páez, Mariño, Urdaneta e Bermúdez para conter as forças de Morillo na Venezuela.
Bolívar entrou na Província de Casanare com seu exército em 4 de junho de 1819, depois reuniu-se com Santander em Tame, Arauca em 11 de junho. A força republicana combinada alcançou a Cordilheira Oriental dos Andes em 22 de junho e iniciou uma travessia penosa. Em 6 de julho, os republicanos desceram dos Andes em Socha e adentraram as planícies da Nova Granada. Após uma breve recuperação, os republicanos avançaram rapidamente contra as forças do coronel espanhol José María Barreiro Manjón, até que, em 7 de agosto, os realistas foram derrotados na Batalha de Boyacá. Em 10 de agosto, Bolívar entrou em Bogotá, a qual os funcionários espanhóis haviam abandonado às pressas, e capturou o tesouro viceregal e os arsenais. Após enviar forças para assegurar o controle republicano do centro da Nova Granada, Bolívar desfilou por Bogotá em 18 de setembro junto com Santander.
Desejando unir a Nova Granada e a Venezuela em uma "grande república da Colômbia", Bolívar primeiro estabeleceu um governo provisório em Bogotá juntamente com Santander, e depois partiu para retomar a campanha contra os realistas na Venezuela em 20 de setembro de 1819. No trajeto, soube que Zea havia sido substituído de vice-presidente, em setembro de 1819, por Arismendi, que conspirava com Mariño contra Urdaneta e Bermúdez. Bolívar chegou a Angostura em 11 de dezembro e, adotando uma postura conciliatória, desarmou a conspiração. Em seguida, propôs ao congresso a fusão da Nova Granada com a Venezuela em 14 de dezembro, a qual foi aprovada. Em 17 de dezembro, o congresso emitiu um decreto criando a República de Colombia, incluindo as regiões da Venezuela, Nova Granada e a ainda controlada pela Espanha Real Audiencia de Quito, e elegeu Bolívar e Zea como presidente e vice-presidente, respectivamente.
Após o dia de Natal, 1819, Bolívar deixou Angostura para dirigir campanhas contra as forças realistas ao longo das costas caribenhas da Venezuela e da Nova Granada. Reuniu-se com Santander em Bogotá em março de 1820, depois viajou até Cúcuta e inspecionou as forças republicanas no norte da Colômbia entre abril e maio de 1820. Enquanto isso, a posição militar e política de Morillo foi fatalmente comprometida pela Pronunciamiento de Riego [es], que obrigou Ferdinand VII a aceitar uma constituição liberal em março. A notícia do motim e suas consequências chegou à Colômbia em março, seguida de ordens da Espanha para que Morillo divulgasse a constituição e negociasse uma paz que reintegraria a Colômbia ao Império Espanhol. Bolívar e Morillo, buscando obter vantagem um sobre o outro, adiaram as negociações até 21 de novembro, quando delegados colombianos e realistas se reuniram em Trujillo, Venezuela. Os delegados concluíram dois tratados, o Trujillo Armistice [es], estabelecendo uma trégua de seis meses, a troca de prisioneiros e direitos básicos aos combatentes. Bolívar e Morillo assinaram os tratados em 25 e 26 de novembro, e no dia seguinte reuniram-se em Santa Ana de Trujillo [es]. Após esse encontro, Morillo entregou seu comando ao general espanhol Miguel de la Torre e partiu para a Espanha em 17 de dezembro.
Em fevereiro de 1821, enquanto Bolívar viajava de Bogotá para Cúcuta, em antecipação à abertura de um novo congresso em lá, soube que Maracaibo, controlada pelos realistas, havia se desviado para a Colômbia e sido ocupada por Urdaneta. La Torre protestou com Bolívar, que se recusou a retornar a Maracaibo, levando a uma renovação das hostilidades em 28 de abril. Durante maio e junho, os exércitos colombianos avançaram rapidamente até que, em 24 de junho, Bolívar e Páez derrotaram decisivamente La Torre na Batalha de Carabobo. Todas as forças realistas remanescentes na Venezuela foram eliminadas até agosto de 1823. Bolívar entrou em Caracas em triunfo em 29 de junho, e emitiu um decreto em 16 de julho dividindo a Venezuela em três zonas militares, governadas por Páez, Bermúdez e Mariño. Em seguida, Bolívar reuniu-se com o Congresso de Cúcuta, o qual ratificou a formação da Gran Colômbia e o elegeu presidente e Santander como vice-presidente em setembro. Bolívar aceitou e foi empossado em 3 de outubro, embora tenha protestado contra o estabelecimento do precedente de líderes militares como chefes do Estado colombiano.

#### Equador, Peru e Bolívia: 1821–1826
Após a Batalha de Carabobo, Bolívar voltou sua atenção para o sul, para Pasto, Colômbia; Quito e a Província Livre de Guayaquil, Equador; e o Vice-Reino do Peru. Pasto e Quito eram redutos realistas, enquanto Guayaquil havia declarado sua independência em 9 de outubro de 1820 e foi guarnecida por Sucre por ordem de Bolívar em janeiro de 1821. Panama declarou sua independência em 28 de novembro de 1821 e juntou-se à Colômbia. O Peru havia sido invadido por um exército republicano liderado pelo general argentino José de San Martín, que havia libertado o Chile e o Peru, e Bolívar temia que San Martín absorvesse o Equador ao Peru. Em outubro de 1821, após o congresso ter lhe conferido poderes para assegurar o Equador à Colômbia, Bolívar reuniu um exército em Bogotá que partiu em 13 de dezembro de 1821. Seu avanço foi interrompido por doença e por uma vitória pírrica na Batalha de Bomboná [es], no sul da Colômbia, em 7 de abril de 1822.

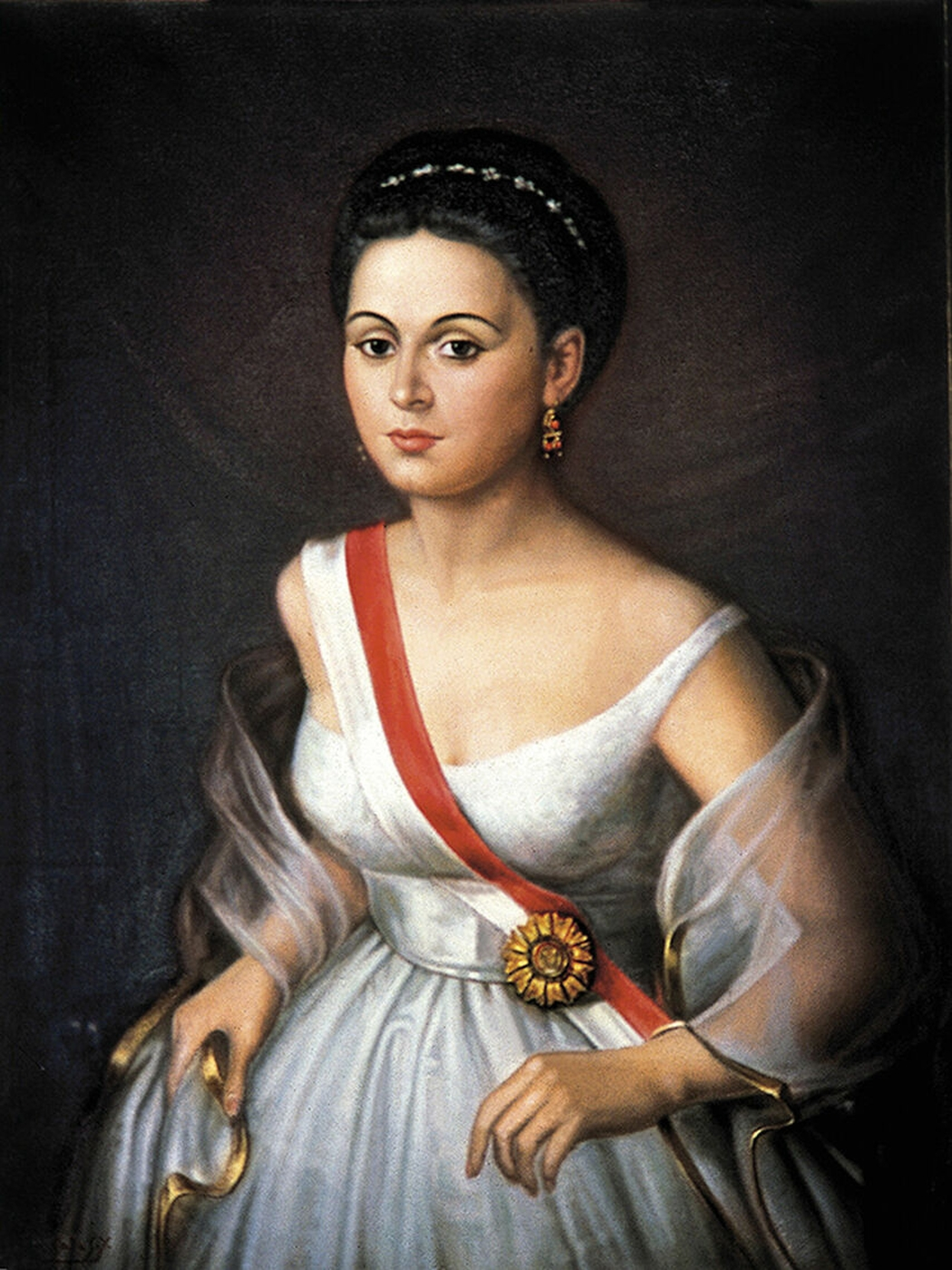
Retrato de Manuela Sáenz por Marco Salas Yepes, 1960

Para o sul, Sucre, que havia ficado preso em Guayaquil devido aos avanços realistas vindos de Quito, avançou e derrotou de forma decisiva os realistas na Batalha de Pichincha em 24 de maio de 1822, ocupando Quito. Em 6 de junho, Pasto rendeu-se, e dez dias depois Bolívar desfilou por Quito com Sucre. Também conheceu a republicana equatoriana Manuela Sáenz, esposa de um médico inglês, com quem iniciou um caso duradouro. De Quito, Bolívar viajou para Guayaquil, em antecipação a uma reunião com San Martín para discutir o status da cidade e reunir apoio para sua anexação à Colômbia. Quando San Martín chegou a Guayaquil em 26 de julho, Bolívar já havia garantido Guayaquil para a Colômbia, e a conferência de Guayaquil, que durou dois dias, não produziu nenhum acordo entre Bolívar e San Martín. Doente, politicamente isolado e desiludido, San Martín renunciou a seus cargos e foi exilado.
No restante de 1822, Bolívar viajou pelo Equador para concluir sua anexação, enquanto despachava oficiais para reprimir repetidas revoltas em Pasto e resistia a convites para retornar a Bogotá ou à Venezuela. Enquanto isso, forças realistas sob o comando do general José de Canterac Segunda Campaña de Intermedios [es] sobrecarregaram a república peruana. Após inicialmente recusar assistência colombiana, o congresso peruano solicitou várias vezes, em 1823, que Bolívar assumisse o comando de suas forças. Bolívar respondeu enviando um exército sob Sucre para ajudar, adiando sua própria partida para o Peru até obter permissão do congresso colombiano em 3 de agosto. Quando Bolívar chegou a Lima, capital do Peru, em 1º de setembro, o Peru encontrava-se dividido entre dois presidentes rivais, José de la Riva Agüero e José Bernardo de Tagle, e os realistas, sob o comando do Vice-Rei do Peru, José de la Serna.
Em novembro de 1823, Riva Agüero, que conspirava com os realistas contra Bolívar, foi traído por seus oficiais a Bolívar e exilado do Peru. Enquanto Bolívar estava acamado com febre nos dois primeiros meses de 1824, Tagle desertou para os realistas, levando consigo a guarnição e a cidade de Callao e assumindo brevemente Lima. Em resposta, o congresso peruano nomeou Bolívar ditador do Peru em 10 de fevereiro de 1824. Bolívar mudou-se para o norte do Peru em março e começou a reunir um exército. Suas repetidas demandas por mais homens e recursos financeiros tensionaram sua relação com Santander.
Em maio de 1823, o general realista conservador Pedro Antonio Olañeta, baseado na região do Alto Peru, Olañeta's rebellion [es] contra La Serna. Bolívar aproveitou a oportunidade para avançar na região de Junín, onde derrotou Canterac na Batalha de Junín em 6 de agosto, expulsando-os do Peru. Optando por ignorar Olañeta, La Serna ordenou que suas forças se concentrassem em Cuzco para enfrentar Bolívar. Chuvas intensas em setembro interromperam o avanço de Bolívar, e em 6 de outubro ele entregou o comando do exército a Sucre e mudou-se para Huancayo para tratar dos assuntos políticos.
Em 24 de outubro, Bolívar recebeu uma carta de Santander informando que, por ter aceitado a ditadura do Peru, o congresso colombiano havia retirado dele sua autoridade militar e civil em favor de Sucre e Santander, respectivamente. Apesar de indignado e ressentido com Santander, Bolívar escreveu a ele em 10 de novembro comunicando sua aceitação e reocupou Lima em 5 de dezembro de 1824. A Constituição de Bolívar (1826) [es] foi ratificada com modificações pelo congresso boliviano em julho de 1826. O Peru, cujas elites se ressentiam do governo de Bolívar e da presença de seus soldados, também acabou aceitando uma versão modificada da constituição bolivariana em 16 de agosto. Na Venezuela, Páez se revoltou contra Santander, e no Panamá, um congresso de nações americanas, organizado por Bolívar, reuniu-se sem a sua presença e não produziu mudanças no status quo hemisférico. Em 3 de setembro, respondendo aos apelos para seu retorno à Colômbia, Bolívar deixou o Peru, ficando este sob um conselho de ministros liderado pelo general boliviano Andrés de Santa Cruz.

#### Anos finais: 1826–1830
Bolívar chegou a Guayaquil em 13 de setembro de 1826 e ouviu reclamações contra a gestão de Santander por parte dos habitantes de Guayaquil e Quito, que o declararam ditador. Do Equador, continuou rumo ao norte, ouviu mais reclamações, promoveu oficiais civis e militares e comutou sentenças de prisão. Ao se aproximar de Bogotá, Bolívar foi recebido por Santander, que esperava persuadi-lo a apoiar sua causa no conflito com Páez. Embora Santander se irritasse com o desejo de Bolívar de retomar o poder e ratificar uma versão da constituição bolivariana na Colômbia, eles reconciliaram-se e concordaram que Bolívar retomaria a presidência da Colômbia; o congresso os reelegeu para um segundo mandato de quatro anos a partir de 2 de janeiro de 1827. Bolívar chegou a Bogotá em 14 de novembro de 1826.
Em 25 de novembro, Bolívar deixou Bogotá com um exército fornecido por Santander e chegou a Puerto Cabello em 31 de dezembro, onde emitiu uma anistia geral a Páez e seus aliados, caso se submetessem à sua autoridade. Páez aceitou e, em janeiro de 1827, Bolívar confirmou a autoridade militar de Páez na Venezuela e entrou em Caracas com ele, para grande júbilo; por dois meses, Bolívar participou de bailes celebrando seu retorno e a anistia. Essa anistia, e os conflitos sobre a gestão financeira da Colômbia por Santander, ocasionaram uma ruptura entre Bolívar e Santander que se transformou em inimizade aberta em 1827. Em fevereiro de 1827, Bolívar apresentou sua renúncia à Presidência da Colômbia, a qual o congresso rejeitou. Enquanto isso, os soldados colombianos guarnecidos em Lima se amotinaram, prenderam seus oficiais venezuelanos e ocuparam Guayaquil até setembro de 1827, permitindo que os opositores de Bolívar no Peru o depusessem da presidência e revogassem sua constituição.
Bolívar partiu da Venezuela para retornar a Bogotá em julho de 1827. Chegou em 10 de setembro com um exército que reuniu em Cartagena e garantiu a convocação de um novo congresso para se reunir na cidade de Ocaña no início de 1828, para modificar a constituição colombiana. As eleições para esse congresso ocorreram em novembro de 1827 e, como Bolívar se absteve de fazer campanha para não ser percebido como alguém que influenciava pessoalmente as eleições, os resultados foram bastante favoráveis aos seus opositores políticos. Em janeiro de 1828, Bolívar foi acompanhado em Bogotá por Sáenz, mas em 16 de março de 1828 deixou a capital após ser informado de uma rebelião apoiada pelos espanhóis na Venezuela. Como essa revolta foi esmagada antes de sua chegada, Bolívar voltou sua atenção para a ocupação de Cartagena por José Prudencio Padilla, um almirante neograndense e leal a Santander. A rebelião de Padilla também foi suprimida antes da chegada de Bolívar, e este foi preso e encarcerado em Bogotá. Quando a Convenção de Ocaña abriu seus trabalhos em 9 de abril, Bolívar estabeleceu sua base em Bucaramanga para acompanhar os seus desdobramentos por intermédio de seus auxiliares.

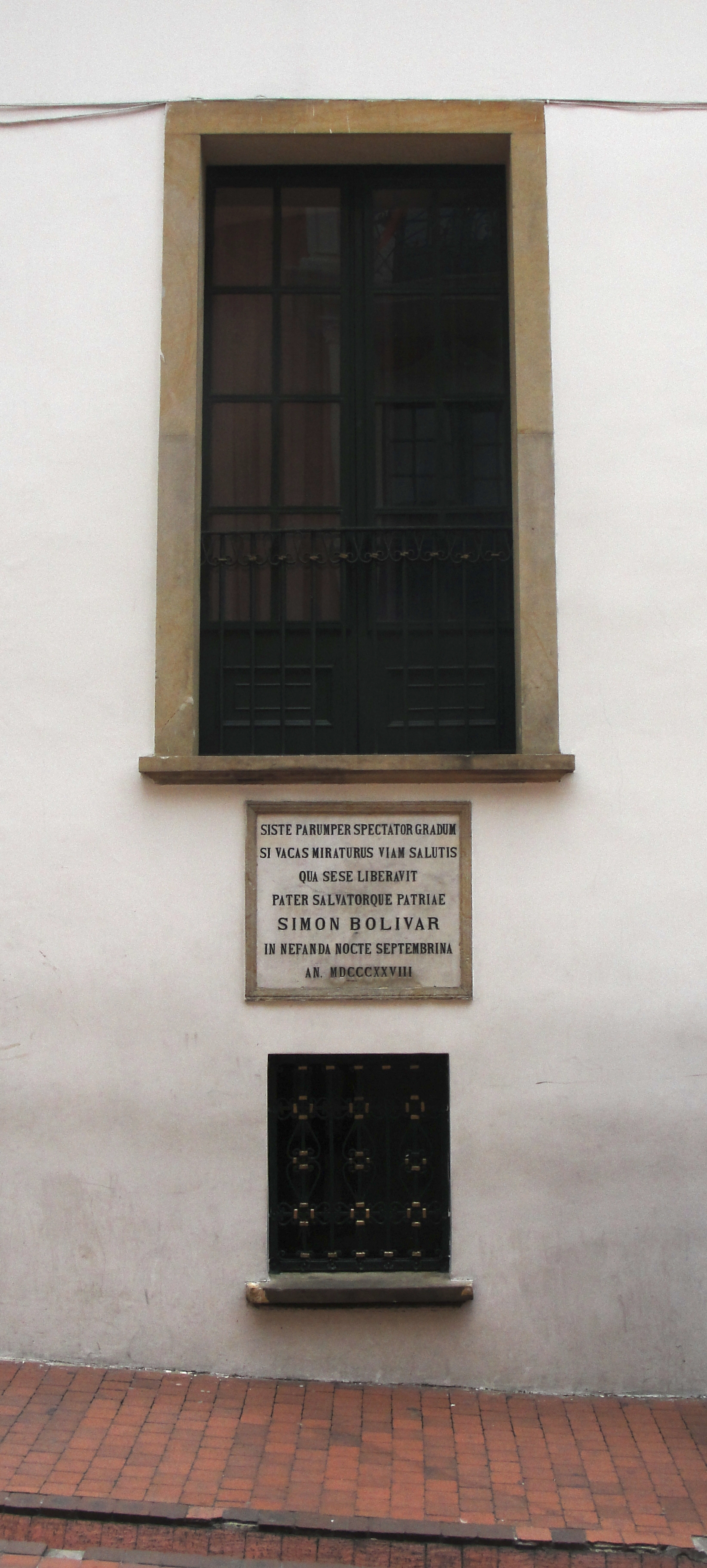
A janela do Palácio de San Carlos, Bogotá pela qual Bolívar escapou de um atentado em 25 de setembro de 1828

A convenção parecia prestes a adotar um sistema federalista. Para impedir isso, em 11 de junho de 1828 os aliados de Bolívar promoveram uma saída coletiva, abandonando a convenção e, assim, impossibilitando a formação de quórum. Dois dias depois, Pedro Alcántara Herrán, um leal a Bolívar e governador da Nova Granada, convocou uma reunião da elite da cidade, denunciando a Convenção de Ocaña e exigindo que Bolívar assumisse poder absoluto na Colômbia. Bolívar retornou a Bogotá em 24 de junho e, em 27 de agosto, assumiu o poder supremo como "presidente-liberador" da Colômbia, aboliu o cargo de vice-presidente e designou Santander para uma missão diplomática em Washington, D.C. Em 25 de setembro de 1828, um grupo de jovens liberais, entre os quais estava o secretário de Santander, tentou assassinar Bolívar e derrubar seu governo. A tentativa foi frustrada por Sáenz, que garantiu tempo para que Bolívar escapasse enquanto os conspiradores invadiam o Palácio de San Carlos, Bogotá, auxiliados pelo Exército colombiano. Bolívar passou a noite escondido sob uma ponte até ser resgatado por soldados leais ao seu regime.
Na sequência do atentado, Santander e os conspiradores foram presos. Bolívar, deprimido e doente, cogitou renunciar à política e perdoar os conspiradores, mas foi dissuadido por seus oficiais. Padilla, embora não envolvido no atentado, foi executado por traição devido à sua revolta anterior; Santander, a quem Bolívar culpava pelo complô, foi perdoado, mas exilado da Colômbia. Em dezembro de 1828, Bolívar deixou Bogotá para responder à intervenção do Peru na guerra contra a Bolívia e à invasão do Equador, bem como a uma revolta em Popayán e Pasto liderada por José María Obando. Deixou para trás um conselho de ministros liderado por Urdaneta para governar a Colômbia e anunciou que um congresso se reuniria em janeiro de 1830 para elaborar uma nova constituição. Durante 1829, Obando foi derrotado pelo general colombiano José María Córdova por ordem de Bolívar em janeiro e, em seguida, perdoado, enquanto Sucre e o general venezuelano Juan José Flores derrotaram os peruanos na Batalha de Tarqui em fevereiro, culminando em um armistício em julho e, depois, no Tratado de Guayaquil em setembro.
Enquanto Bolívar estava ausente, Urdaneta e o conselho de ministros planejaram, com enviados franceses, que um membro da Casa de Bourbon sucedesse Bolívar em caso de sua morte como Rei da Colômbia. Esse plano foi amplamente impopular e inspirou Córdova a iniciar uma revolta que foi esmagada em outubro por Daniel Florence O'Leary, o aide-de-camp de Bolívar. Em novembro, Bolívar ordenou ao conselho que interrompesse seus planos; em vez disso, estes renunciaram. Os venezuelanos, encorajados por uma carta circular publicada por Bolívar em outubro, votaram pela secessão da Colômbia. Em 15 de janeiro de 1830, Bolívar chegou a Bogotá e, em 20 de janeiro, o Congresso Admirável reuniu-se na cidade. Bolívar apresentou sua renúncia à presidência, a qual o congresso só aceitou em 27 de abril, após a nomeação do político neograndense Domingo Caycedo como presidente interino.

## O Libertador

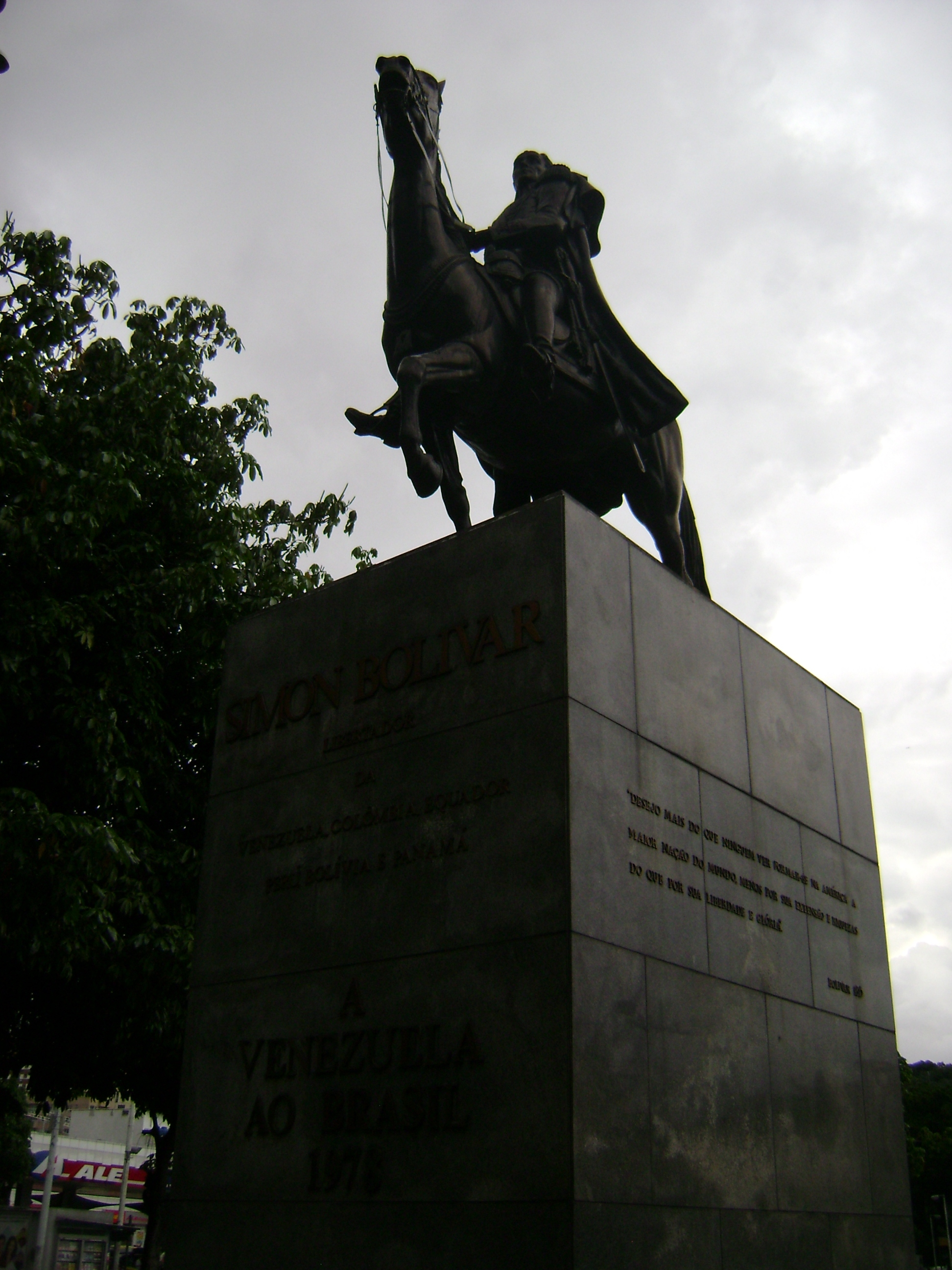
Monumento a Simón Bolívar na cidade de Rio de Janeiro, Brasil

No dia 14 de agosto de 1805, na Santa Catarina, em Roma, Simón Bolívar proclamou diante de Simón Rodríguez e do seu amigo Francisco Rodríguez del Toro que não descansaria enquanto não libertasse toda a América do domínio espanhol (Juramento do Monte Sacro). O local tinha grande valor simbólico uma vez que havia sido palco do protesto dos plebeus contra os aristocratas na Roma Antiga. Ainda na Itália escalou o Vesúvio na companhia de Alexander von Humboldt e do físico Louis Joseph Gay-Lussac.
Em meados de 1806, Bolívar tomou conhecimento dos primeiros movimentos em favor da independência da Venezuela, protagonizados pelo general Francisco de Miranda, decidindo que chegara a ocasião de retornar ao seu país natal.
Em janeiro de 1807, foi para Charleston nos Estados Unidos, vindo a visitar diversas cidades naquele país, como Washington, D.C., Filadélfia, Boston e Nova Iorque.
Bolívar retornou para a Venezuela ainda em 1807 e, quando Napoleão Bonaparte tornou seu irmão José Bonaparte rei de Espanha e das suas colónias em 1808, passou a participar nas Juntas de resistência na América Espanhola.
A Junta de Caracas declarou a independência em 1810, e Bolívar foi enviado para a Inglaterra numa missão diplomática.
De volta à Venezuela em 1811, em julho de 1812, o líder da junta, Francisco de Miranda, rendeu-se às forças espanholas e Bolívar foi obrigado a fugir para Cartagena das Índias, onde redigiu o Manifesto de Cartagena.
Em 1813, liderou a invasão da Venezuela, entrando em Mérida em 23 de maio, sendo proclamado El Libertador ("libertador"). Caracas foi reconquistada a 6 de agosto, sendo proclamada a Segunda República Venezuelana. Bolívar passou então a comandar as forças nacionalistas da Colômbia, capturando Bogotá em 1814. Entretanto, após alguns revezes militares, Bolívar foi obrigado a fugir, em 1815, para a Jamaica onde pediu ajuda ao líder haitiano Alexander Sabes Petión. Lá redigiu a Carta da Jamaica.
Em 1816, concedida essa ajuda, Bolívar regressou ao combate, desembarcando na Venezuela e capturando Angostura (atual Ciudad Bolívar).
Durante a libertação de Quito apaixonou-se pela revolucionária Manuela Sáenz, de quem tornou-se amante, valendo a ela o epíteto de Libertadora do Libertador. Em 1828, ela o salvou de ser assassinado.

## O Integrador
Em 1826, Bolívar tentou promover uma integração continental ao convocar o Congresso do Panamá. Compareceram apenas os representantes dos governos do México, da Federação Centro-Americana, da Grã-Colômbia (Colômbia, Equador e Venezuela) e do Peru. Era o princípio das Conferências Pan-americanas.

## Seus ideais

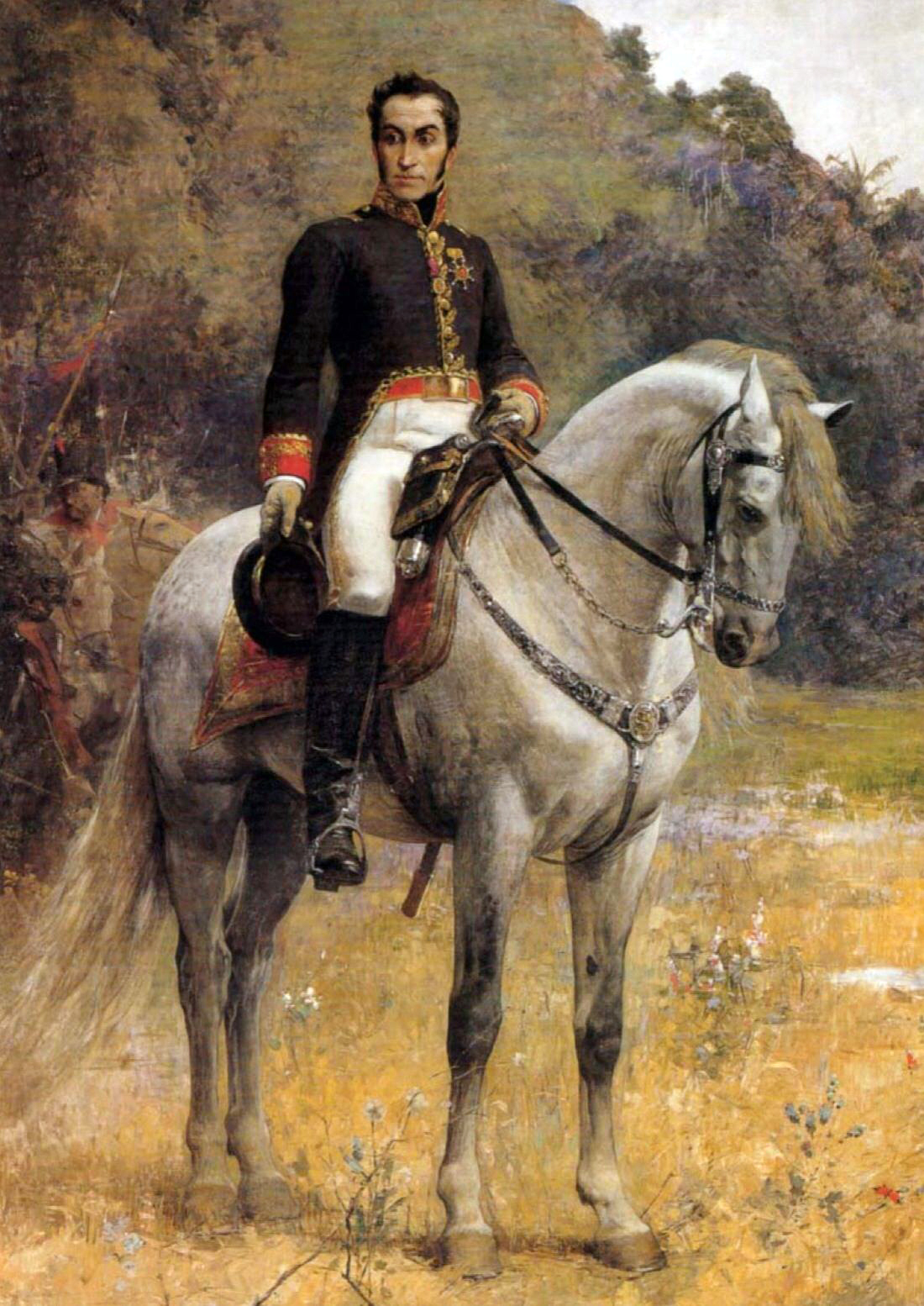
Bolívar em Carabobo

"O novo mundo deve estar constituído por nações livres e independentes, unidas entre si por um corpo de leis em comum que regulem seus relacionamentos externos". Nessa frase dita por Simón Bolívar pode-se ter uma ideia de que ele era um homem à frente de seu tempo, de ideias revolucionárias. Em poucas palavras ele exterioriza diversas intenções e objetivos. Analisando-se a frase por partes, observa-se a intenção de:
- Nações livres, sem o comando das metrópoles da época;
- Independentes, tanto política como economicamente;
- União dos povos, tanto com objetivo de formar blocos, sejam políticos ou econômicos, como para discutir problemas de ordem mundial.

A ideia de "nações livres" era, provavelmente, na época, o objetivo mais importante, pois sem a liberdade, não seria possível a conquista dos outros objetivos. E para isso, Bolívar não foi só um idealizador, e sim, um verdadeiro guerreiro, enfrentando as mais diversas batalhas. Mas ele não estava sozinho nessa luta. Os ideais de liberdade, igualdade e fraternidade haviam se enraizado nos povos latino-americanos, pois o que se viu não foi uma luta isolada de Simón e seus fiéis seguidores. Foram lutas por toda a América Latina, onde cada região teve o seu "libertador", como era chamado Simón.

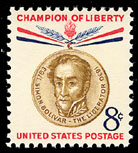
Homenagem filatélica prestada pelo Serviço Postal dos Estados Unidos, em 1958

Na questão de independência, Bolívar via como necessária uma nação não só independente, mas também democrática: "Somente a democracia, no meu conceito, é suscetível de uma liberdade absoluta", vinculando a ideia de um governo democrático, além do fato, também, de ver a necessidade de que se tenha um projeto econômico.
Na terceira parte, ele propõe a união dos povos entre si "por um corpo de leis em comum que regulem seus relacionamentos externos". É mais nessa terceira parte que se pauta este trabalho, pois tais leis em comum seriam o Tratado de União, Liga e Confederação Perpétua, assinado no Congresso do Panamá.
Simón Bolivar também foi um grande defensor da separação dos poderes temporal e espiritual (Estado e religião), posição essa fortemente influenciada pelos princípios maçônicos que professava ao lado de outros libertadores americanos, como Miranda, Santa Cruz e San Martín, conforme depreende-se do manifesto que lançou em 1824/1825, perante o Congresso Constituinte da Bolívia, onde conclamou:
| “ | Legisladores! Farei agora menção de um artigo que, segundo a minha consciência, devia omitir. Numa Constituição política não deverá prescrever-se uma profissão religiosa, porque segundo as melhores doutrinas sobre as leis fundamentais estas são as garantias dos direitos políticos e civis, mas a religião não se integra em nenhum destes direitos, é de natureza indefinível na ordem social e pertence à moral intelectual. A religião governa o homem em casa, no gabinete, dentro de si próprio: ela apenas tem o direito de examinar a sua consciência íntima. As leis, pelo contrário, têm em vista a superfície das coisas: governam fora da casa dos cidadãos. Aplicando estas considerações, poderá um Estado reger a consciência dos seus súbditos, velar pelo cumprimento das leis religiosas e atribuir prêmio ou castigo, quando os tribunas estão no céu e quando Deus é o juiz? Só a Inquisição seria capaz de substituí-los neste mundo. Voltará ainda 'a -Inquisição com os seus archotes incendiários? A religião é a lei da consciência. Toda a lei sobre ela a anula, porque impondo a necessidade tira mérito à fé, que é a base da religião. Os preceitos e dogmas sagrados são úteis, luminosos e de evidência metafísica; todos devemos professá-los, mas este dever é moral, não é político. | ” |

Porém, nem tudo foi como Bolívar gostaria que fosse. Com o decorrer do tempo, a situação não era das melhores, começaram a surgir divergências nas propostas políticas, muitos criticavam a Simón o seu modo de governar, além de a Espanha continuar a mandar tropas para a América.
Desse modo, os ideais iniciais de Simón começaram a se desvirtuar. O seu modo de governo já se aproximava mais de um autoritarismo do que uma democracia. O poder demasiadamente centralizado se fazia necessário, mas descaracterizava a federação que tanto desejava. Ele via a América muito fraca ainda, e precisava desse mando único do governo: "...Cada dia torna-se pior o sul da América; no dia em que eu deixar o Peru ele volta a se perder: porque não há homens capazes de sustentar o Estado...".
Além do mais, via que não estava sendo possível mais vencer a guerra contra os espanhóis sem uma ajuda externa, procurando algum diálogo com a Inglaterra, o que também contrariava suas ideias, pois a Inglaterra também era uma metrópole e seu modo de governo era uma monarquia, ao qual Bolívar era contrário, além do risco de pedir ajuda a um país que tinha grande relacionamento com a Espanha. Seus propósitos foram se tornando cada vez mais difíceis de serem atingidos.
Simon Bolívar costumava dizer que fazer revolução na América é como arar o mar.
Nas regiões onde ocorriam as guerras, os lugares ficavam devastados, prejudicados economicamente. Campos de agricultura viravam campos de batalhas, que quando terminadas, deixavam o lugar desolado. Havia problemas como a mão de obra, pois praticamente todos os homens com mais de 14 anos, que não apresentassem algum problema físico, deviam se apresentar no exército. Restavam as crianças e mulheres. Havia ainda problemas na questão de organização dos órgãos públicos: uma vez expulsos os espanhóis, era necessária uma substituição e reestruturação do poder público. Soma-se a isso o fato de não se saber se haveria o retorno de forças armadas espanholas, o que mantinha o ambiente de insegurança.

## Morte e sepultamento

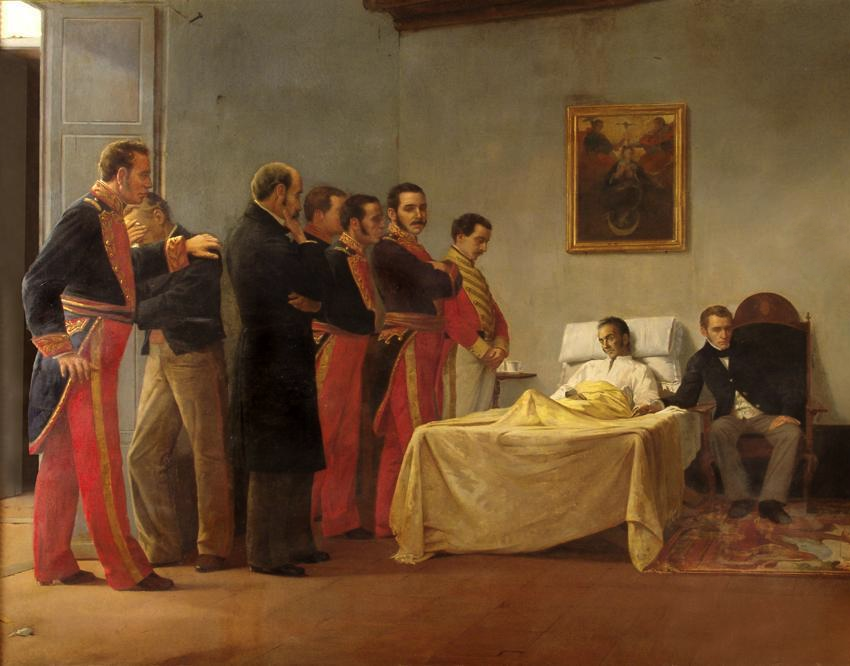
Morte de Bolívar, pelo pintor venezuelano Antonio Herrera Toro, 1889

Determinado a exilar-se, Bolívar, que havia distribuído ou perdido sua fortuna ao longo de sua carreira, vendeu a maior parte de seus bens remanescentes e partiu de Bogotá em 8 de maio de 1830.
Ele viajou pelo rio Magdalena até Cartagena, onde chegou no final de junho para aguardar um navio que o levasse à Inglaterra.
Em 1º de julho, Bolívar foi informado de que Sucre havia sido assassinado próximo a Pasto, enquanto seguia para Quito, e escreveu a Flores para pedir que vingasse Sucre.
Em setembro, Urdaneta instalou um governo conservador em Bogotá e solicitou que Bolívar retornasse, mas ele se recusou.
Com sua saúde se deteriorando e sem nenhum navio disponível, Bolívar foi transferido por sua equipe para Barranquilla, em outubro, e, a convite de um latifundiário espanhol da região, para a Quinta de San Pedro Alejandrino próximo a Santa Marta.
Lá, em 17 de dezembro de 1830, aos 47 anos, Bolívar morreu de tuberculose.
O corpo de Bolívar, vestido com uma camisa emprestada, foi sepultado na Catedral Basílica de Santa Marta [es] em 20 de dezembro de 1830.
Em 1842, Páez conseguiu a repatriação dos restos mortais de Bolívar, que foram desfilados por Caracas e, em dezembro, repousados em sua catedral juntamente com os de sua esposa e de seus pais; o coração de Bolívar permaneceu em Santa Marta.
Seus restos foram novamente transferidos, em outubro de 1876, para o Panteão Nacional da Venezuela em Caracas, criado naquele ano pelo Presidente Antonio Guzmán Blanco.
A morte de Bolívar tem sido objeto de teorias da conspiração defendidas pelo Partido Socialista Unido da Venezuela.
Em janeiro de 2008, o Presidente Hugo Chávez instituiu uma comissão para investigar sua alegação de que Bolívar havia sido envenenado por "traidores da Nova Granada."
A comissão exumou os restos mortais de Bolívar em 16 de julho de 2010.
Os resultados, divulgados em 26 de julho de 2011, foram inconclusivos; o Vice-presidente da Venezuela Elías Jaua anunciou que a comissão não conseguiu comprovar a alegação de Chávez.
Chávez continuou a afirmar que Bolívar foi assassinado por envenenamento por arsênico, citando um artigo do especialista em doenças infecciosas Paul Auwaerter. Após as declarações de Chávez, Auwaerter afirmou que o arsênico provavelmente provinha dos medicamentos que Bolívar havia ingerido para tratar suas enfermidades.

## Exumação
Em 15 de julho de 2010, por ordem do 19° Tribunal de Controle de Caracas, os restos mortais de Bolívar foram exumados para esclarecer a causa de sua morte, uma vez que havia a possibilidade de assassinato. A versão oficial, até então, era de que Bolívar morrera em decorrência de uma tuberculose. Para o presidente Hugo Chávez, Bolívar teria sido vítima de uma conspiração e envenenado por um general colombiano. Em 25 de julho, o vice-presidente da Venezuela, Elías Jaua, informou que a análise dos restos mortais de Simón Bolívar não fora conclusiva, permanecendo aberta a possibilidade de envenenamento (intencional ou não) por arsênico ou cantaridina. O presidente Chávez, no entanto, afirmou que continuava a acreditar na hipótese de assassinato.
Em 2012, numa cerimônia no Palácio de Miraflores, foi apresentada uma reconstituição digital do rosto de Bolívar, resultado de dois anos de pesquisas com os restos mortais do Libertador.

## Homônimos
- Simon Bolivar Buckner foi um político e militar dos Estados Unidos e exerceu o cargo de governador do Kentucky (1887-1891);
- Simon Bolivar Buckner, Jr. general dos Estados Unidos morto na Batalha de Okinawa em 1945.